# 알라 데미도바
알라 데미도바(러시아어: А́лла Деми́дова, 영어: Alla Demidova, 1936년 9월 29일 ~ )는 소련, 러시아의 배우이다.